# The Way (film)
The Way is een film van Emilio Estevez. De film ging in 2010 in première op het Internationaal filmfestival van Toronto. De hoofdrollen worden vertolkt door Martin Sheen, Deborah Kara Unger, Yorick van Wageningen, James Nesbitt en Emilio Estevez zelf.

## Verhaal
Daniel is de zoon van de Amerikaanse dokter Tom. Hij is een fervente wandelaar en legt de pelgrimsroute naar Santiago de Compostella af. Tijdens de tocht wordt Daniel echter het slachtoffer van een storm en komt hij om het leven. Tom heeft nooit begrepen waarom zijn zoon die tocht wou afleggen. Op zoek naar antwoorden en het lichaam van zijn zoon trekt Tom naar Saint-Jean-Pied-de-Port, waar hij begint aan dezelfde pelgrimsroute. Onderweg wordt hij onderworpen aan de gevaren van een lange wandeltocht, maar ontmoet hij ook enkele lotgenoten.

## Rolverdeling
- Martin Sheen - Tom
- Deborah Kara Unger - Sarah
- Yorick van Wageningen - Joost
- James Nesbitt - Jack
- Emilio Estevez - Daniel
- Tchéky Karyo - Kapitein Henri
- Ángela Molina - Angelica

## Trivia

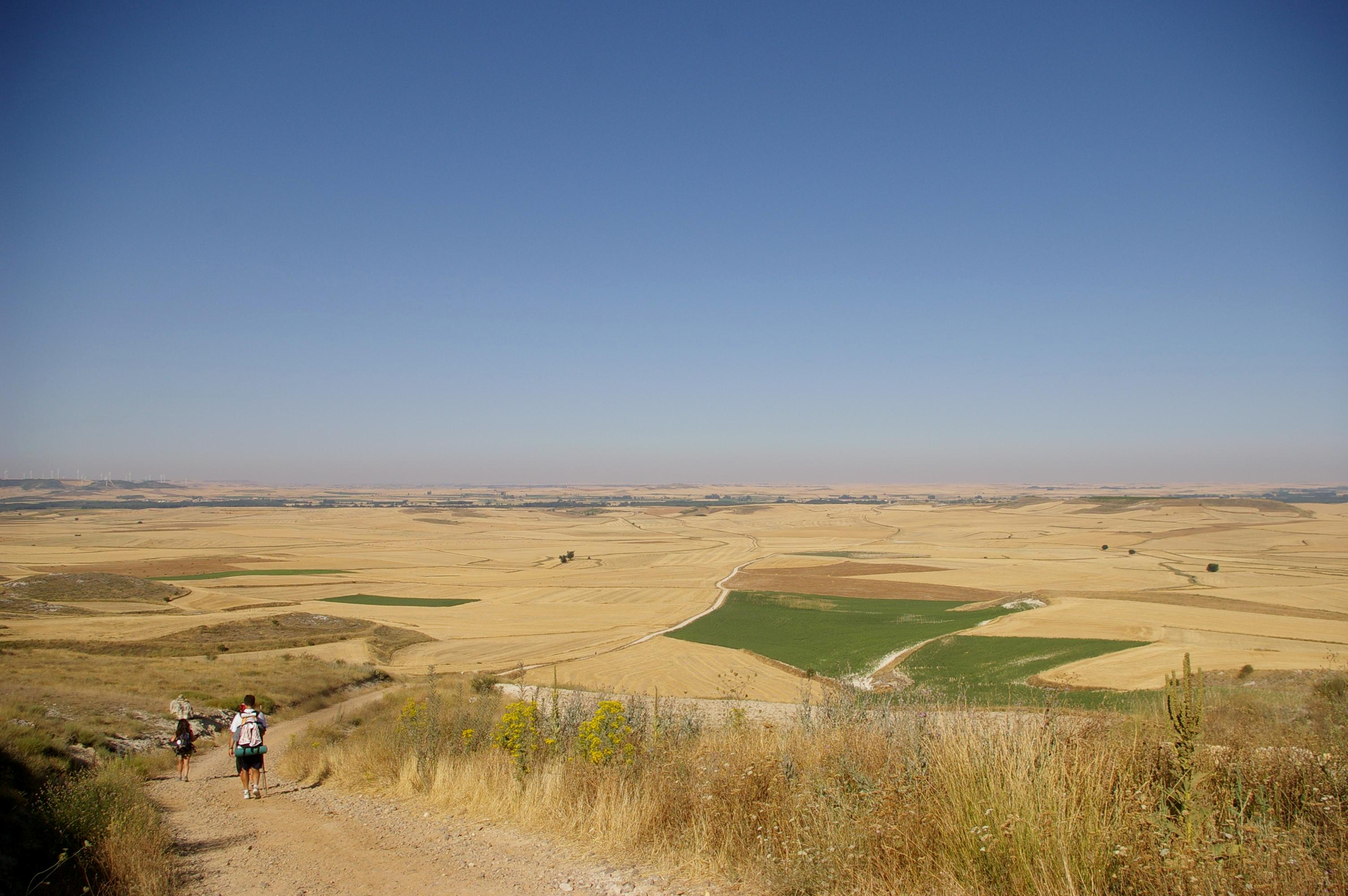
Het uitzicht tijdens de pelgrimsroute naar Santiago de Compostella.

- In het echte leven zijn hoofdrolspeler Martin Sheen en regisseur Emilio Estevez net als in de film vader en zoon. Ook in de film The War at Home (1996) speelden ze vader en zoon. Ze waren ook samen te zien in Bobby (2006), maar in die film zijn hun personages geen familie. Zowel The War at Home als Bobby werd geregisseerd door Estevez.
- De film werd opgenomen met een kleine crew bestaande uit ongeveer 50 personen.
- Taylor Estevez, de zoon van de regisseur, ondernam enkele jaren voor de opnames de pelgrimsroute naar Santiago de Compostella. Hij kreeg daarbij het gezelschap van zijn grootvader Martin Sheen. Taylor ontmoette tijdens de tocht een Spaanse vrouw met wie hij later zou trouwen. Die gebeurtenissen dienden als inspiratie voor de film.
- Zoals gebruikelijk concentreert de regisseur zich vooral op de verschillende personages en niet zozeer op het verhaal. Deze stijl gebruikte hij ook duidelijk in Bobby (2006), waarin de hoofdactie die in de titel wordt aangekondigd, de moord op Robert F. Kennedy, bijna bijzaak wordt.